# Каріна Леблан
Каріна Леблан   (англ. Karina LeBlanc, 30 березня 1980) — канадська футболістка, олімпійська медалістка.

## Виступи на Олімпіадах
| Олімпіада   | Дисципліна | Місце |
| ----------- | ---------- | ----- |
| Пекін 2008  | футбол     | 8     |
| Лондон 2012 | футбол     | 3     |